# Bosque nacional Siuslaw
El bosque nacional Siuslaw es un bosque nacional de los Estados Unidos que protege 2566 km² a lo largo de la costa central de Oregón, entre Coos Bay y Tillamook, y en algunos lugares se extiende al este del océano, más allá de la cresta de la cordillera costera de Oregón, casi llegando al valle del Willamette. La oficina del Supervisor del Bosque se encuentra en Corvallis (Oregón), y se divide en dos distritos: el Hebo Guardabosques del distrito, con aproximadamente 610 km² , y el distrito Central Coast Ranger, con aproximadamente 1940 km².

## Actividades
Las actividades recreativas en el bosque nacional Siuslaw incluyen la pesca, campin, senderismo, paseos a caballo, ciclismo de montaña, la exploración de pozos de marea, y el manejo de vehículos de carretera.